# Balaka pauciflora
Balaka pauciflora là loài thực vật có hoa thuộc họ Arecaceae. Loài này được (H.Wendl.) H.E.Moore mô tả khoa học đầu tiên năm 1957.